# Gordon Bunshaft

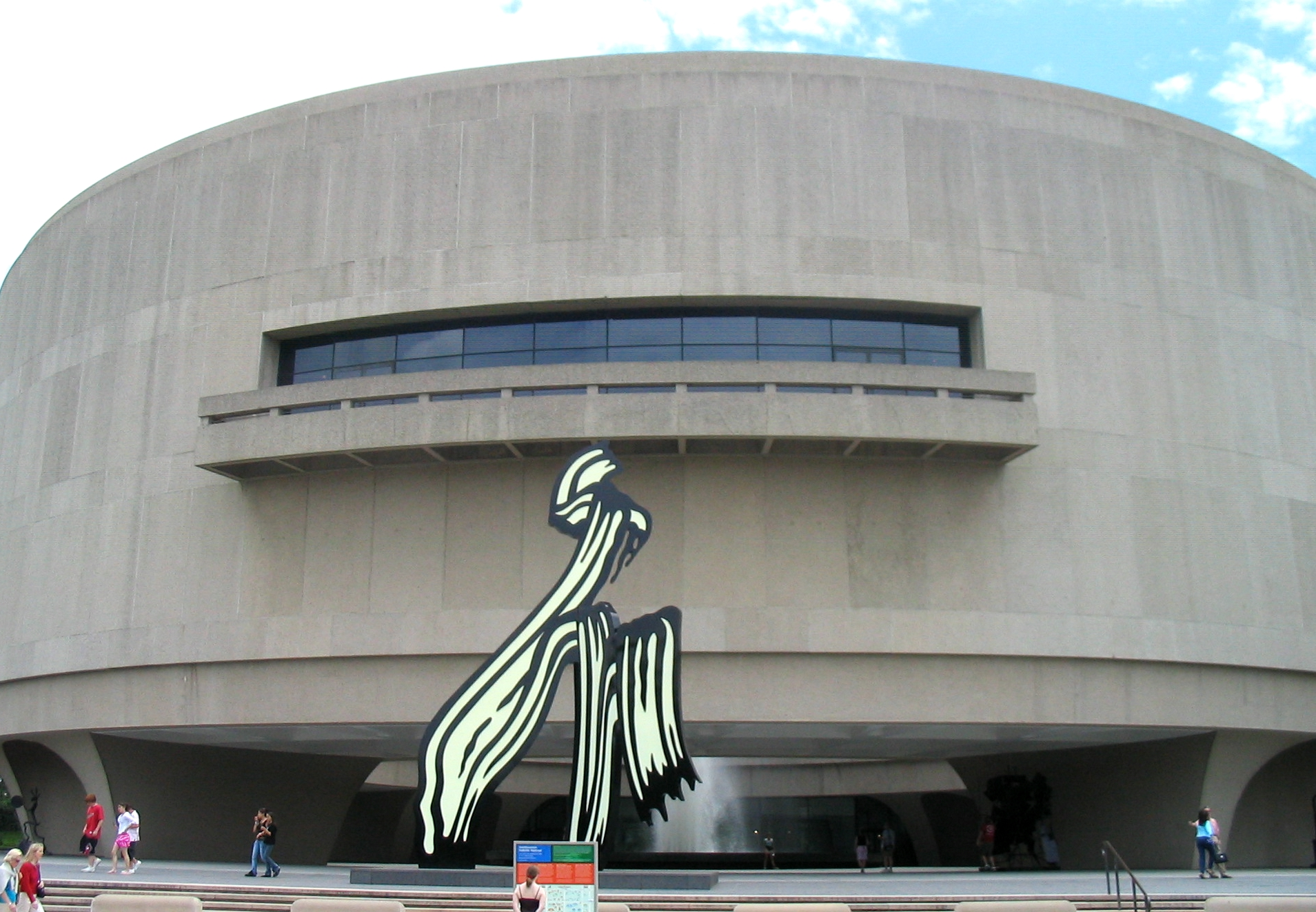
G. Bunshaft: Hirshhorn Museum and Sculpture Garden w Waszyngtonie

Gordon Bunshaft (ur. 9 maja 1909 w Buffalo, zm. 6 sierpnia 1990 w Nowym Jorku) – amerykański architekt modernistyczny, laureat Nagrody Pritzkera w 1988.

## Młodość
Studiował w Massachusetts Institute of Technology. Następnie współpracował z Edwardem Stone’em i projektantem form przemysłowych Raymondem Loewym. Ostatecznie, w 1946, został współpracownikiem, a później partnerem, biura Skidmore, Owings and Merrill w Nowym Jorku. Na wczesną twórczość Bunshafta wpływ mieli Ludwig Mies van der Rohe i Le Corbusier.

## Kariera
Najbardziej znany projekt Bunshafta to Lever House, siedziba producenta środków higienicznych Lever. Projekt Manufacturers Hanover Trust Branch Bank z 1953 stanowił pierwszy „przezroczysty” budynek banku na wschodnim wybrzeżu Stanów Zjednoczonych. Jedyny dom jednorodzinny wzniesiony przez Bunshafta to Travertine House (Dom Trawertynowy) o powierzchni 210 m², należący w latach 1995–2005 do Marthy Stewart.
W latach 50. Gordon Bunshaft pracował też dla amerykańskiego biura inwestycji zagranicznych, współprojektując kilka konsulatów w Niemczech.

## Główne dzieła
- 1951: Lever House w Nowym Jorku
- 1953: biurowiec Manufacturers Hanover Trust Branch Bank w Nowym Jorku
- 1961: Biblioteka Rzadkich Ksiąg i Rękopisów im. Beinecke’ów w New Haven (przy Uniwersytecie Yale)
- 1963: Banque Lambert w Brukseli
- 1967: Marine Midland Building w Nowym Jorku
- 1971: Biblioteka i Muzeum im. Lyndona Bainesa Johnsona w Austin
- 1973: Solow Building w Nowym Jorku
- 1974: Hirshhorn Museum and Sculpture Garden w Waszyngtonie
- 1983: Narodowy Bank Gospodarczy w Dżuddzie w Arabii Saudyjskiej